# Співучі піски
Співучі піски, Співучий бархан — природне явище, яке спостерігається серед піщаних дюн, коли внаслідок руху вітрового потоку над пустелею чи піщаним пляжем з'являється своєрідний звук, схожий на свист автомобільної камери.
Звук утворюється при наявності декількох умов:
1. Частки піску мають бути розміром від 0.1 до 0.5 мм в діаметрі.
2. Пісок має складатися з діоксиду кремнію.
3. Явище відбувається при конкретній вологості піску.

Існує принаймні 31 пустелі і узбережжя де можна почути звук співочих барханів знаходяться в Північній і Південній Америці, Африці, Азії, на Аравійському півострові і на Гавайських островах. В Україні це явище можна почути серед піщаної коси на одному з рукавів Дніпра — біля р. Лапінки поблизу Нікополя. Спів можна чути після дощу, коли верхній шар злипається, і з нього утворюється крихка кірка. Якщо ви пройдетеся по ній, то почуєте звуки. Осипаючись, пісок може видавати звук, що триватиме від декількох секунд аж до 15 хв.

## Механізм виникнення звуку
Причиною виникнення звуку є тертя піщинок при його русі (вітер, стискання при наступанні, зсуви). Існує два різних типи, або механізми утворення акустичних звуків при терті піщинок. Перший, звучить як писк або свист і є коротким (< 1/4 сек) і високочастотним (500–2500 Гц) звуком, якій з'являється при стисканні чи зсуві піску. Такий звук можна почути на багатьох пляжах, берегах озер та рік по всьому світі. Його можна почути досить часто. Інший, зустрічається рідше, і з'являється в глибині пустель серед дюн. Гучний низькочастотний гуркіт піску (зазвичай 50-300 Гц), який може бути порівняний із звуком сходження лавин, став символом фольклору багатьох країн світу і легенд про пустелі. Чим більше подвижна маса піску тим виразніший звук.

## Фольклор
Звук співочих пісків посеред пустель став символом фольклору багатьох країн і легенд та літературних творів. Марко Поло (1295 р) писав про злих пустельних духів, які «інколи наповнюють повітря звуками всіх видів музичних інструментів, а також барабанів і звуками брязкання зброї.»
Розповіді про співочі дюни також можна зустріти у казках тисячі і однієї ночі, а також у класичному творі в жанрі наукової фантастики Дюни (Herbert, 1984).
Чарльз Дарвін також робить згадку цього під час описання своєї відомої подорожі на «Біглі».